# Вилла-Бискосси
Вилла-Бискосси (итал. Villa Biscossi) — коммуна в Италии, располагается в регионе Ломбардия, в провинции Павия.
Население составляет 75 человек (2008 г.), плотность населения составляет 15 чел./км². Занимает площадь 5 км². Почтовый индекс — 27035. Телефонный код — 0384.
Покровителями коммуны почитаются святые Назарий и Цельсий, празднование в последнее воскресение июля.

## Демография
Динамика населения:

## Администрация коммуны
- Телефон: 0384 820584